# إلى شواطئ طرابلس (فلم)
إلى شواطئ طرابلس (بالإنجليزية: To the Shores of Tripoli) هو فيلم حرب أمريكي أُنتج عام 1942 من تأيف ستيف فيشر، وإخراج إتش بروس هامبرستون.

## ملخص
عنوان الفيلم مستوحى من سطر من نشيد مشاة البحرية الأمريكية والذي يحتوي على جملة إلي شواطئ طرابلس إشارة إلى معركة درنة التي خاضتها بعثة من قوات المشاة في عام 1805، وتدور أحداثه حول قصة طالب جامعي ثري ووسيم قرر الانضمام إلي مشاة البحرية الأمريكية بناءَ على طلب والده.

## ممثلون
- جون باين
- مورين أوهارا
- راندولف سكوت
- نانسي كيلي
- ويليام تريسي
- ماكسي روسنبلووم
- هاري مورغان
- إدموند ماكدونالد
- راسيل هيكس
- مارغريت إيرلي
- مينور واتسون
- آلان هيل جونيور
- ديك لين
- جون هاميلتون

## وصلات خارجية
- إلى شواطئ طرابلس علي موقع IMDb